# Domingo de la Cantolla
Domingo de la Cantolla Miera (Liérganes, Cantabria, 1610 - siglo XVII) fue un religioso español, secretario general de la Inquisición.

## Biografía
Fue nombrado secretario general de la Inquisición Española. Se posicionó en contra de condenar al dominico Froilán Díaz, confesor de Carlos II, como le exigía la reina Mariana de Neoburgo. Se negó a hacer de la Inquisición un instrumento político, siendo perseguido, procesado y encarcelado por ello. Promovió la construcción de la Casa de los Cañones en Liérganes, su pueblo natal.